# Дигитонин
Дигитонин — органическое вещество,  гликозид, получаемый из наперстянки пурпурной. Его агликоном является стероид дигитогенин — производное спиростана. Используется как детергент, так как эффективно солюбилизирует липиды. В этом качестве у него есть несколько применений в биохимии, связанных с мембранами, включая солюбилизацию мембранных белков, высаждение холестерина, и пермеабилизацию клеточных мембран.
Дигитонин иногда путают с сердечным гликозидом дигоксином, однако он не влияет на сердечную деятельность.

## Токсичность
СДЯВ с яркой выраженной гематоксичностью (при внутривенном введении) и способностью к повреждению биомембран клеток, посредством их солюбилизации.
LD50 (крысы) = 4 мг/кг веса (внутривенно), 51 мг/кг веса (перорально).